# Stadion am Brentanobad
Lo Stadion am Brentanobad (Stadio a Brentanobad) è uno stadio di calcio situato a Francoforte sul Meno, città extracircondariale della Germania sud-occidentale nel Land dell'Assia, utilizzato per gli incontri casalinghi del Rot-Weiss Francoforte e dell'Eintracht Francoforte femminile, oltre che, precedentemente, dell'1. FFC Francoforte quest'ultima la più titolata squadra di calcio femminile tedesco.
L'impianto è caratterizzato dal terreno di gioco con superficie in erba naturale e, grazie anche alla presenza di una tribuna coperta, la capienza massima raggiunge i 5 650 posti, dei quali 1 500 a sedere.

## Storia
Lo stadio, realizzato nel 1992, è stato costruito in sostituzione di quello inaugurato nel 1940. L'impianto venne in seguito interessato da una ristrutturazione che, al costo di circa undici milioni di euro, proseguì dal 2013 al 2015. Il 28 febbraio 2016, dopo la simbolica consegna delle chiavi da parte del sindaco Peter Feldmann e del ministro dell'Interno dell'Assia Peter Beuth, si è giocata la prima partita del nuovo impianto tra le padrone di casa dell'1. FFC Frankfurt, vittoriose per 4-0, e il Colonia, 15ª giornata del campionato 2015-2016. Nel corso della ristrutturazione è stato rimosso l'impianto di atletica leggera, è stato installato un nuovo impianto di illuminazione con proiettori da 500 lux, è stato costruito un nuovo edificio funzionale e aumentato il numero dei posti a sedere.
Il record di afflusso, 20 000 spettatori, fu stabilito il 9 maggio 1948 nel vecchio stadio. Nel nuovo stadio, il record per una partita di Frauen-Bundesliga è di 5 200 spettatori, stabilito il 13 novembre 2011 nell'incontro tra 1. FFC Francoforte e Turbine Potsdam, quantità raggiunta anche il 29 marzo 2008 in occasione della semifinale di andata dell'edizione 2007-2008 di UEFA Women's Cup, incontro vinto per 4-2 sulle italiane del Bardolino Verona.
La struttura integra anche due campi in erba sintetica, entrambi dotati di impianto di illuminazione.